# پایتخت (فصل ۳)
پایتخت ۳ نام فصل سوم از مجموعهٔ تلویزیونی پایتخت که به کارگردانی سیروس مقدم و با طراحی محسن تنابنده و به تهیه کنندگی الهام غفوری ساخته شده است. این مجموعهٔ در نوروز ۱۳۹۳ از شبکه ۱ سیما پخش شد. این سریال از سوی ماهنامه همشهری آیه به عنوان دینی‌ترین و اجتماعی‌ترین سریال نوروز ۱۳۹۳ برگزیده شد.

## خلاصه داستان
ارسطو برای سومین بار عاشق شده است و قصد برپایی مراسم عروسی دارد. نقی که در حال ساخت خانه خود است، این مراسم را در همان خانه نیمساز برگزار می‌کند و شام مراسم را هم هما به عهده می‌گیرد. اوس موسی (معمار مشهدی ساختمان) به نقی اصرار می‌کند تا ستونی را وسط خانه نصب کند ولی نقی قبول نمی‌کند. مراسم برگزار می‌شود و بعد از شام هنگامی که همه مشغول رقص و پایکوبی در طبقه دوم هستند ساختمان فرو می‌ریزد و همه مصدوم می‌شوند. چند هفته از این ماجرا می‌گذرد و نقی در خانه خواهرش فهیمه سکونت دارد و با ارسطو قهر کرده است. بهبود (همسر فهیمه) که جنگلبان است به گفته خودش در راه نجات جان پلنگ مازندران از دست شکارچی‌ها با برخورد تیر به لگنش جانفدایی کرده است و این قصه را همیشه با آب و تاب فراوان تعریف می‌کند. نقی که چند وقتی است بیکار شده تصمیم می‌گیرد در مسابقات کشتی پیشکسوتان شرکت کند، او در مسابقه پایانی با دیدن حریف سالخورده‌اش دچار غرور شد و کشتی را باخت. ارسطو هم با یک هجده چرخ در اروپا کار می‌کند. خلاصه بزرگان فامیل نقی و ارسطو را آشتی می‌دهند. بابا پنجعلی هم توهمی شده و همیشه لیلا (همسر مرحومش) را در کنارش می‌بیند و با او حرف می‌زند. وقتی ارسطو برای معاینه بهبود او را به دکتر می‌برد، متوجه می‌شود که یک ساچمه در کمر بهبود باقی مانده و به سمت نخاع او در حال حرکت است. اوس موسی که در حادثه ساختمان هر دو دستش شکسته این مدت در منزل بهبود و فهیمه ساکن است. ارسطو، نقی و موسی تصمیم می‌گیرند تا با این بهانه که سر نقی مشکل پیدا کرده بهبود را با خود به تهران ببرند برای انجام عمل چون او از دکتر می‌ترسد و به فهیمه هم هیچ چیزی نمی‌گویند. بعد از راه افتادن آن‌ها به سمت تهران، معینی (رئیس هیئت کشتی شیرگاه) به در خانه فهیمه می‌رود و خبر می‌دهد که نقی باید به جای حریف سالخورده‌ای که در مسابقات از او شکست خورد به اردوی تیم ملی برود چون سوهانپز (کشتی‌گیر رقیب نقی) مصدوم شده است. هما می‌ترسد که نقی به مسابقات برود و ببازد و مجدد افسردگی بگیرد برای همین تصمیم می‌گیرد به نقی چیزی نگویند. رحمت (دوست خانوادگی نقی) به منزل آن‌ها می‌رود و با دهن لقی ماجرای بهبود را لو می‌دهد و فهیمه که باردار است با اصرار با ماشین رحمت دنبال آن‌ها می‌روند و با نقی و بقیه همسفر می‌شوند. ارسطو هم که قصد ازدواج با یک زن چینی به نام چوچانگ (وی در پایتخت ۴ در پرواز شماره ۳۷۰ هواپیمایی مالزی کشته می‌شود) دارد متوجه می‌شود که وی در راه تهران است. خانواده نقی در منزل اوس موسی سکنا می‌گزینند. نقی و هما و ارسطو هم برای استقبال از چوچانگ به برج میلاد می‌روند و …

## جوایز و نامزدها
| جایزه                            | رده          | دریافت‌کننده | نتیجه |
| -------------------------------- | ------------ | ----------- | ----- |
| پانزدهمین دوره جشن حافظ          |              |             |       |
| بهترین مجموعه تلویزیونی          | الهام غفوری  | نامزدشده    |       |
| بهترین کارگردانی تلویزیونی       | سیروس مقدم   | نامزدشده    |       |
| بهترین فیلمنامه تلویزیونی        | محسن تنابنده | برنده       |       |
| بهترین بازیگر مرد کمدی تلویزیونی | محسن تنابنده | نامزدشده    |       |
| بهترین بازیگر مرد کمدی تلویزیونی | احمد مهرانفر | نامزدشده    |       |
| بهترین بازیگر زن کمدی تلویزیونی  | ریما رامین‌فر | برنده       |       |

## بازیگران

### اصلی
| بازیگر            | شخصیت                             | نقش                                                                                               |
| ----------------- | --------------------------------- | ------------------------------------------------------------------------------------------------- |
| محسن تنابنده      | نقی معمولی                        | پسر پنجعلی معمولی و برادر تقی وفهیمه معمولی و پدر ساراونیکا و همسر هما سعادت و پسرخاله ارسطو عامل |
| احمد مهران‌فر      | ارسطو عامل                        | پسر خاله نقی و تقی و فهیمه معمولی و برادر پرستو و راننده کامیون                                   |
| ریما رامین‌فر      | هما سعادت                         | همسر نقی معمولی و آشپز رستوران سارا و نیکا و مادر سارا ونیکا                                      |
| مهران احمدی       | بهبود فریبا                       | شوهر فهیمه معمولی و شوهر خواهر نقی معمولی و داماد پنجعلی معمولی                                   |
| نسرین نصرتی       | فهیمه معمولی                      | دختر پنجعلی معمولی و خواهر نقی و تقی معمولی و همسر بهبود فریبا                                    |
| هدایت هاشمی       | اوس موسی معمار                    | دوست صمیمی نقی معمولی                                                                             |
| علیرضا خمسه       | پنجعلی معمولی                     | پدر نقی و تقی و فهیمه معمولی پدربزرگ ساراونیکا                                                    |
| هومن حاجی‌عبداللهی | رحمت‌الله امینی شالیکار هزار جریبی | دوست خانوادگی نقی معمولی و ارسطو عامل و فامیل بهبود فریبا                                         |
| منگ هان ژانگ      | چوچانگ (راحله)                    | همسر چینی ارسطو عامل                                                                              |
| سلمان خطی         | تقی معمولی                        | برادر نقی و فهیمه معمولی شوهر جمیله                                                               |
| سارا فرقانی اصل   | سارا معمولی                       | دختر دوقلو نقی معمولی و هما سعادت                                                                 |
| نیکا فرقانی اصل   | نیکا معمولی                       | دختر دوقلو نقی معمولی و هما سعادت                                                                 |
| مجتبی بلال حبشی   | رحمان امینی شالیکار هزار جریبی    | برادر دوقلو رحمت‌الله و رحیم                                                                       |
| مصطفی بلال حبشی   | رحیم امینی شالیکار هزار جریبی     | برادر دوقلو رحمت‌الله و رحمان                                                                      |
| علیرضا درویش      | رمضون                             | شریک و دوست ارسطو                                                                                 |

### مهمان
| بازیگر            | نقش                                |
| ----------------- | ---------------------------------- |
| پدرام فیضی        | فروشنده مغازه                      |
| مسعود چوبین       | داور کشتی نقی معمولی               |
| سید علی صالحی     | کمک مربی کشتی                      |
| سکینه شفاقی       | عسل جویباری، مادر ارسطو و پرستو    |
| رضا احتسابی       | مربی کشتی نقی                      |
| حسین شدایی فر     | مامور اماکن                        |
| رجبعلی قدرتی      | آقای معینی، رئیس هیت کشتی مازندران |
| حسن وارسته        | جغتایی                             |
| رستم ایران نژاد   | فرماندار                           |
| محمد الهی         | برادر زن اوس موسی، برادر زهرا      |
| مائده تقوایی      | زهرا زن اوس موسی                   |
| سیروس عسگری       | آقای تهرانی پدر شیما تهرانی        |
| احسان سعادتی      | دربان استودیوم آزادی               |
| مریم آقاجانی      | پرستو عامل، خواهر ارسطو            |
| علی کفاشیان       | خودش                               |
| جواد خیابانی      | خودش                               |
| بهرام مشتاقی      | خودش                               |
| عباس جدیدی        | خودش                               |
| بیژن بنفشه‌خواه    | خودش                               |
| سروش صحت          | خودش                               |
| نفیسه روشن        | خودش                               |
| مهرداد صدیقیان    | خودش                               |
| کاوه خداشناس      | خودش                               |
| کوروش سلیمانی     | خودش                               |
| حسین مهری         | خودش                               |
| زهره فکورصبور     | خودش                               |
| همایون ارشادی     | خودش                               |
| شیوا خسرومهر      | خودش                               |
| مجید خدایی        | خودش                               |
| کریم قربانی       | خودش                               |
| علی رستمیان       | خودش                               |
| آندرانیک تیموریان | خودش                               |
| هادی عامل         | خودش                               |